# Людина зі звалища
«Людина зі звалища» («Человек со свалки») — радянський чотирисерійний телефільм 1991 року, знятий режисером Борисом Горловим на студіях «Петрополь» і «Союзтелефільм».

## Сюжет
Робітник Герасим Дягілєв стає боксером, чемпіоном Європи. Повернувшись до рідного міста, він починає спиватися, але знаходить у собі сили «піднятися»: одружується і влаштовується на завод. Настає розбудова — і він серед організаторів демократичного руху «Фронт порятунку». Щоб прибрати Дягілєва з дороги його навіть оголошують ґвалтівником. Минає час, і Герасим повертається до рідного дому, щоб удруге розпочати все з початку.

## У ролях
- Анатолій Котенєв — Герасим Дягілєв
- Антон Сапожников — Гера Дягілєв в дитинстві
- Ера Зіганшина — мати Гери
- Олександр Подобєд — Яків Дягілєв, батько Гери
- Олександр Кавалеров — Тіма, Тимофій Петрович Шунтиков
- Олексій Меньшиков — Тіма в дитинстві
- Лариса Мартинова — Олена
- Денис Уфимцев — Костя Льовшин в дитинстві
- Наталія Чуркіна — Наталя, мати Олени
- Юрій Гончаров — Юрій, батько Олени
- І. Катаргіна — Настя
- Борис Батуєв — Сергій
- Олександр Ликов — Костянтин Льовшин (озвучує Віктор Бичков)
- Олена Кондратьєва — Олена
- Петро Меркур'єв — Юхим Осипов
- Світлана Репетіна — Катя
- Галина Доля — Юля
- Маріанна Семенова — Ксюша
- Ольга Самошина — Сіма
- Біруте Марцінкявічюте — Женя
- Володимир Горьков — Володимир Миколайович, письменник
- Олексій Зубарєв — Льоша, історик
- Володимир Козейкін — Віталій Семенович Глагольцев
- Валерій Кузін — Мартинюк
- О. Козалєтов — Орєхов
- Наталія Бражникова — мама Жені
- Валентин Головко — Іван, тато Жені
- Віктор Бичков — Василь, сталевар
- Юрій Іванников — епізод
- Т. Худбіходжаєва — епізод
- Юрій Костигов — епізод
- Марина Хамітова — епізод
- Тетяна Шаркова — Віра, дружина Льоні
- Людмила Горєлова — епізод
- Олександр Зав'ялов — «хімік»
- Віра Ліпсток — Ніна Михайлівна Кубицька, член правління клубу собаківників
- Юрій Оськін — бригадир
- А. Устінов — епізод
- В. Пясоцький — епізод
- Микола Павлов — вантажник на залізничній станції
- Олександр Пангаєв — епізод
- Галина Сабурова — директор магазину
- Олександр Шехтель — епізод
- Володимир Юр'єв — Володя Тимохін
- Г. Балашов — епізод
- В. Гришин — епізод
- Іван Ганжа — епізод
- Дмитро Гранкін — син
- Євген Змачинський — епізод
- Костянтин Кульчицький — епізод
- Петро Кулішов — епізод
- Юрій Мочалов — епізод
- Юрій Соловйов — Михайло Юрійович
- Юрій Чорнобровкін — епізод
- Марина Чернишова — епізод
- В. Ізотов — епізод
- Андрій Краско — ув'язнений
- М. Коробчук — епізод
- Д. Котик — епізод
- В. Манічев — епізод
- А. Максимова — епізод
- В. Петров — епізод
- Сергій Поповський — слідчий
- Олександр П'янков — прокурор
- В. Соломонов — епізод
- Сергій Чикурчиков — епізод
- Михайло Щетинін — епізод
- Олег Гусєв — син Костянтина
- Альоша Гусєв — син Костянтина
- Володимир Сидоров — епізод
- Любов Учаєва — епізод

## Знімальна група
- Режисер — Борис Горлов
- Сценарист — Віктор Петров
- Оператор — Володимир Ковзель
- Композитор — Альгірдас Паулавічюс
- Художник — Владислав Орлов